# Recruitment Process Outsourcing
Outsourcing procesów rekrutacyjnych (ang. Recruitment Process Outsourcing - RPO) – usługa procesu pozyskiwania pracowników (rekrutacji) dla zleceniodawcy, który zleca ją na zewnątrz na zasadzie outsourcingu. Usługi RPO świadczone są zazwyczaj przez wyspecjalizowane agencje rekrutacyjne, które posiadają odpowiednie doświadczenie i know-how w zakresie prowadzenia procesów rekrutacyjnych. 
Usługa RPO charakteryzuje się następującymi elementami: 
- pracodawca zleca realizację całości lub części procesów rekrutacyjnych zewnętrznemu podmiotowi;
- za realizację procesów rekrutacyjnych odpowiada rekruter, lub zespół rekruterów, którzy są wynajęci od firmy zewnętrznej; oznacza to, że rekruterzy formalnie zatrudnieni są przez firmę świadczącą usługę RPO, ale w praktyce działają w ramach struktury organizacyjnej pracodawcy zlecającego usługę RPO;
- w ramach usługi RPO wynajęci rekruterzy pracują w miejscu pracy wyznaczonym przez zlecającego usługę RPO i również raportują bezpośrednio do zlecającego;

Najważniejsze korzyści usługi RPO: 
- brak konieczności tworzenia nowego etatu w zespole rekrutacyjnym pracodawcy;
- rozliczenie kosztu osób realizujących procesy rekrutacyjnej na fakturze VAT;
- korzystanie z narzędzi pracy, know-how i zasobów firmy świadczącej usługę RPO;
- brak konieczności szkolenia zespołu rekrutacyjnego wynajętego w ramach usługi RPO;
- dostęp do bazy kandydatów firmy rekrutacyjnej świadczącej usługę RPO